# Fiat 600 (1955)
Fiat 600 – dwudrzwiowy miejski samochód z nadwoziem typu fastback, produkowany we Włoszech w latach 1955–1969. Był to pierwszy Fiat z silnikiem umieszczonym z tyłu. W odróżnieniu od Fiata 500, posiadał czterocylindrową jednostkę chłodzoną cieczą. Maksymalna prędkość Fiata 600 to 95 km/h dla wersji z silnikiem o pojemności 633 cm³ i 110 km/h dla silnika o pojemności 767 cm³. 

## Historia i opis modelu
Rok po pojawieniu się modelu 600, w 1956 roku pojawiła się wersja z miękkim dachem i wersja Multipla –sześcioosobowa. Powstało także kilkanaście egzemplarzy czterodrzwiowych Fiat 600 Lucciola.
Od lat 60. do 80., Fiat 600 był produkowany m.in. w Argentynie, Chile, Hiszpanii, gdzie produkowano go na licencji jako SEAT-a 600, w Jugosławii wytwarzany był od 1955 roku jako Zastava 600, a następnie pod nazwą Zastava 750 i Zastava 850 oraz w Niemczech jako NSU Jagst 600 i NSU Jagst 770 (w Niemczech powstało 171 355 egzemplarzy modelu). W ZSRR powstał Zaporożec ZAZ-965, wzorowany stylistycznie na Fiacie 600.
Ogółem w latach 1955-1969 w fabryce Mirafiori w Turynie wyprodukowano 2 604 000 sztuk Fiatów 600.
Po 1956 roku Fiat 600 był oficjalnie sprzedawany w Polsce (w ramach obowiązującego systemu, w którym należało uzyskać asygnatę na zakup samochodu) – importowano 1700 sztuk, oficjalna cena wynosiła 75 tysięcy zł.
W 2005 roku Fiat Auto Poland w Tychach przywrócił nazwę Fiat 600 dla nieco zmodyfikowanego modelu Fiat Seicento. Jego produkcję zakończono w 2010 roku.

### Dane techniczne
| Wersja             | Silnik:                 | Układ zasilania:   | Średnica × skok tłoka: | St. sprężania:     | Moc maksymalna:                    | Maks. moment obrotowy       | 0-100 km/h:        | V-max:             |
| Silniki benzynowe: | Silniki benzynowe:      | Silniki benzynowe: | Silniki benzynowe:     | Silniki benzynowe: | Silniki benzynowe:                 | Silniki benzynowe:          | Silniki benzynowe: | Silniki benzynowe: |
| ------------------ | ----------------------- | ------------------ | ---------------------- | ------------------ | ---------------------------------- | --------------------------- | ------------------ | ------------------ |
| 600                | R4 0,6 l (633 cm³), OHV | gaźnik             | 60,00 mm x 56,00 mm    | 7,00:1             | 22 KM (16,4 kW) przy 4600 obr./min | 39,2 N•m przy 2800 obr./min | b/d                | 95-100 km/h        |
| 600 D              | R4 0,8 l (767 cm³), OHV | gaźnik             | 62,00 mm x 63,50 mm    | 7,50:1             | 29 KM (21,6 kW) przy 4800 obr./min | 49 N•m przy 3000 obr./min   | b/d                | 110 km/h           |

### Galeria

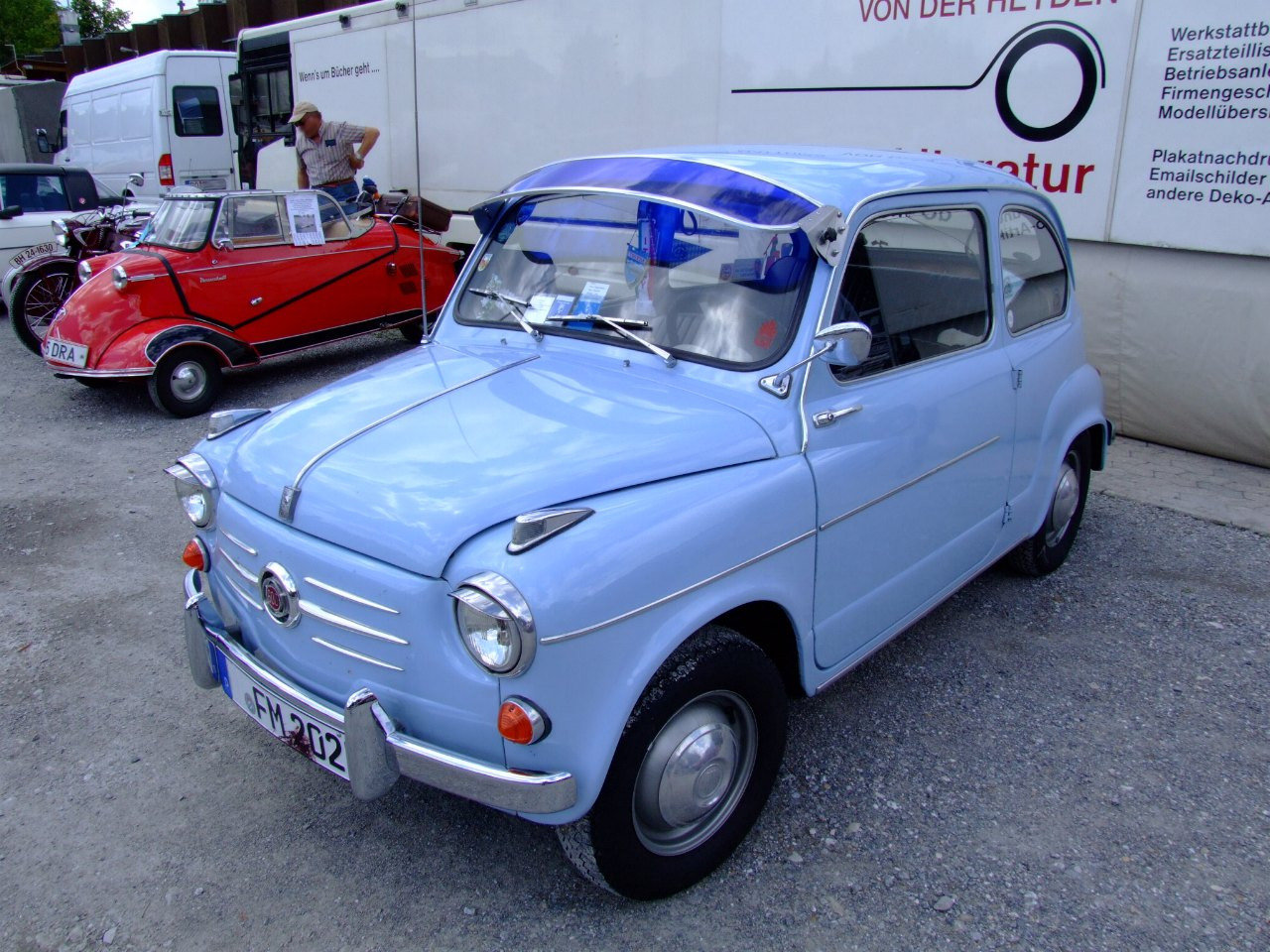
Fiat 600
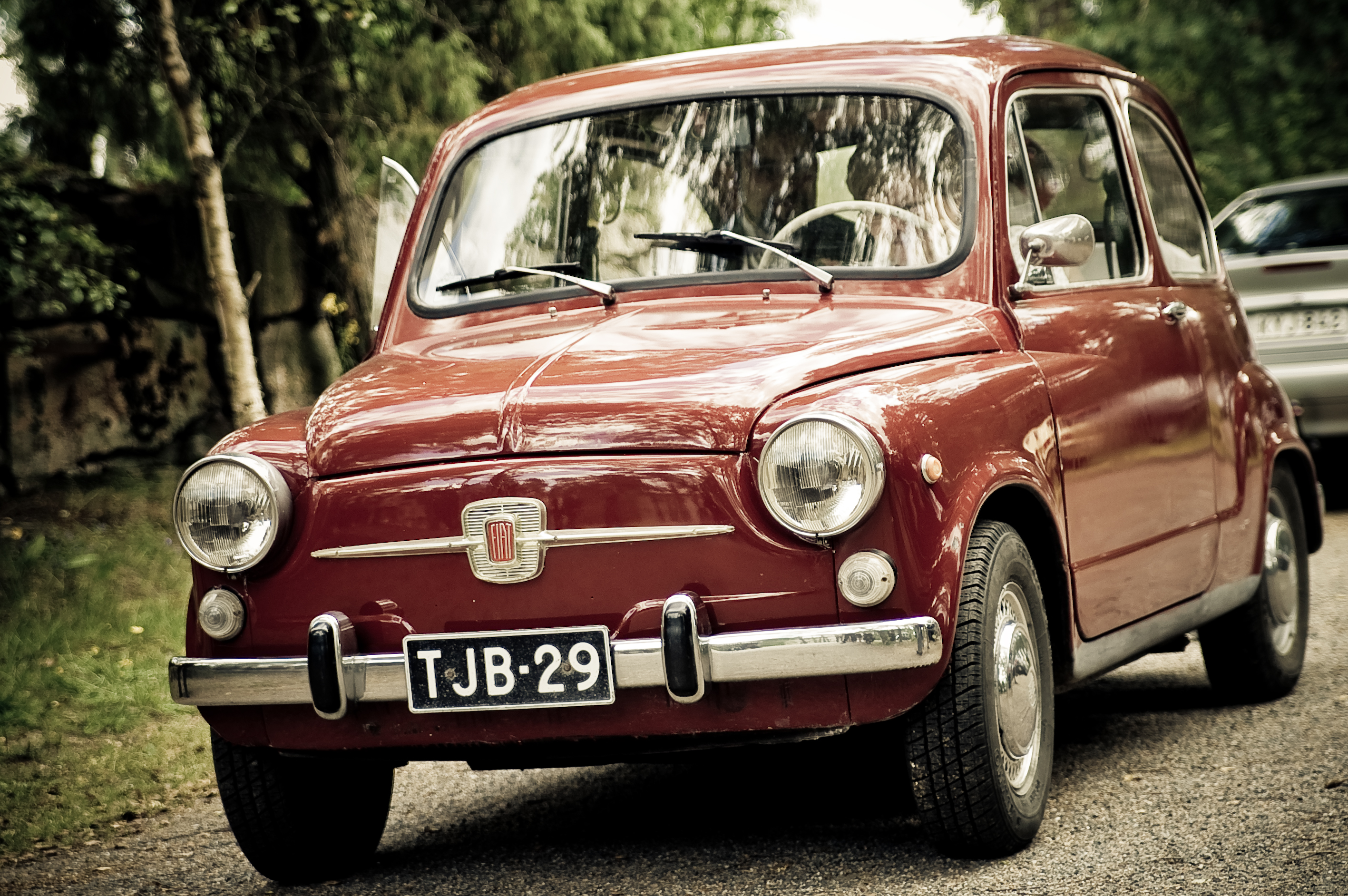
Fiat 600
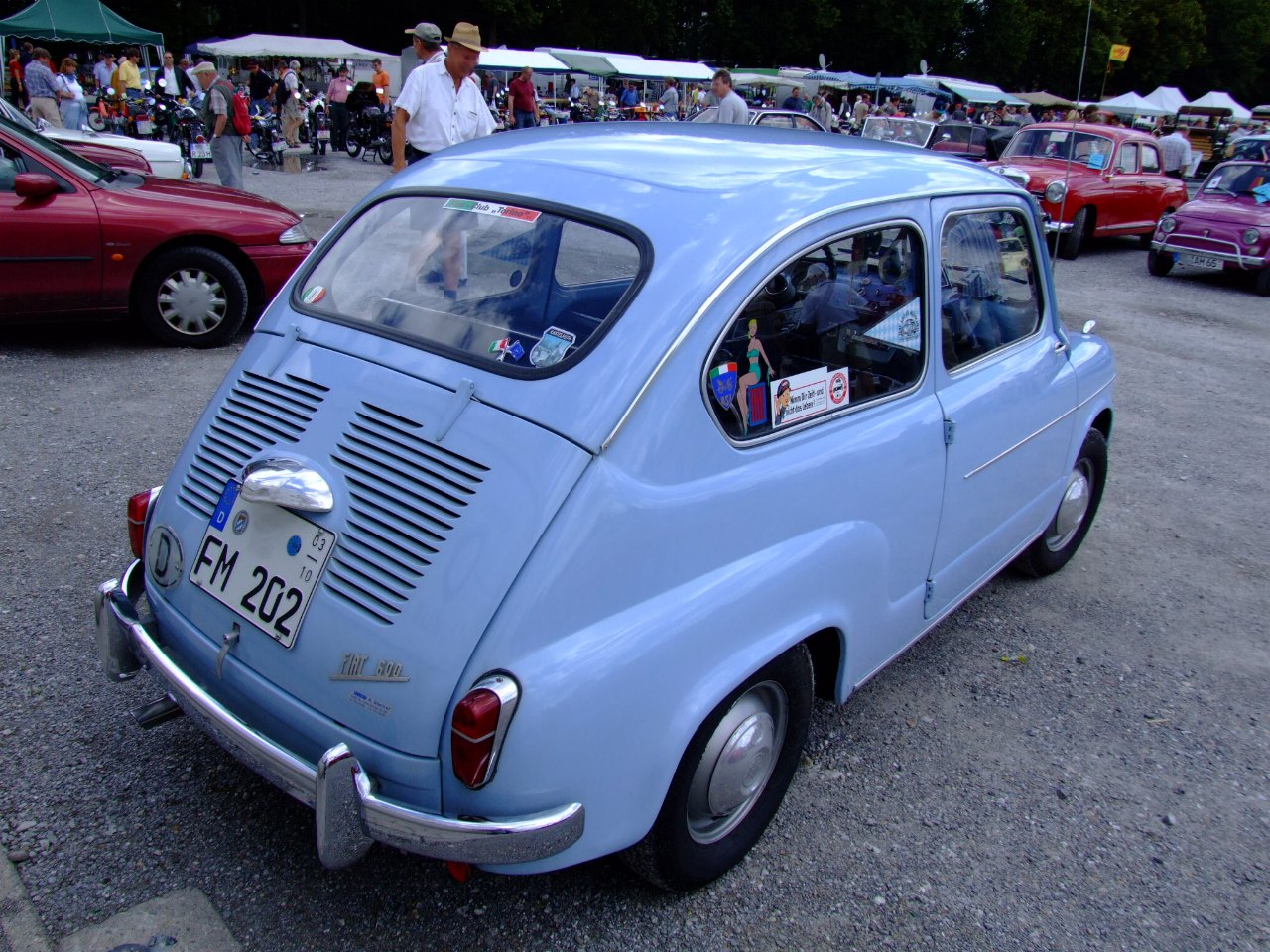
Fiat 600 - tył pojazdu
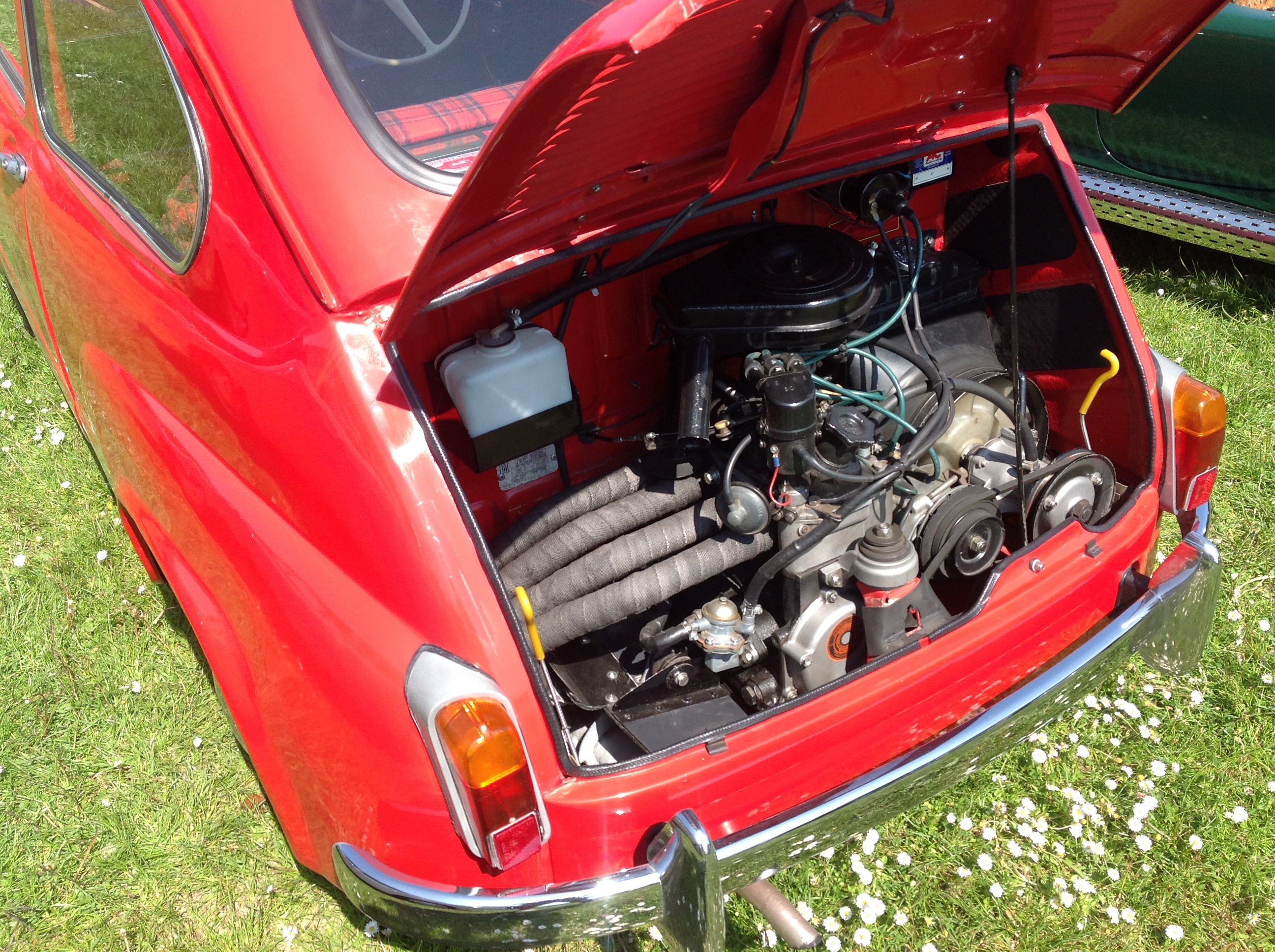
Silnik
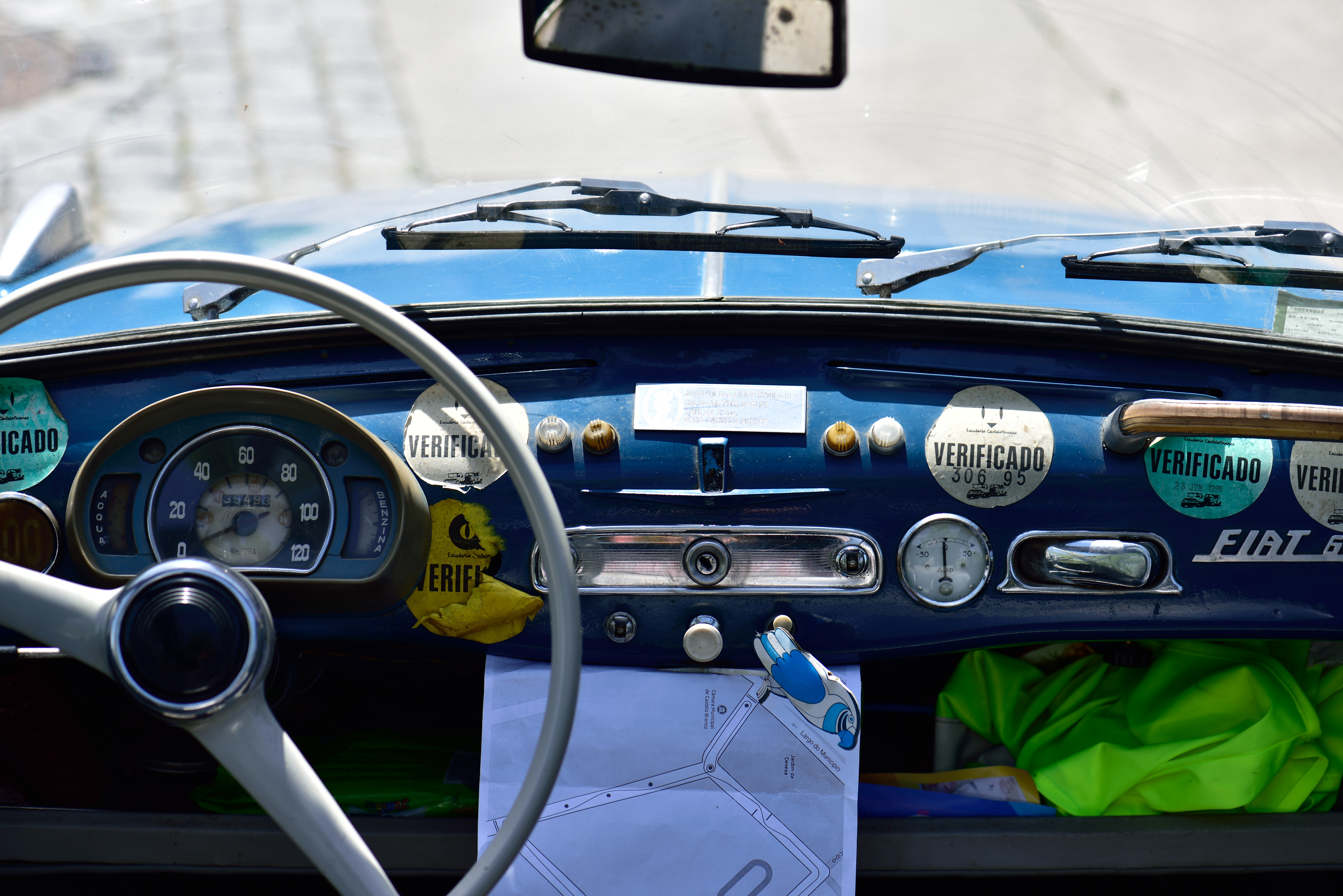
Deska rozdzielcza

## Savio 600 Jungla
Firma Savio wykonała serię samochodów użytkowych, bazujących na Fiacie 600. Po raz pierwszy model 600 Jungla został zaprezentowany na Salonie Samochodowym w Turynie w 1965, a do produkcji wszedł rok później i był montowany do roku 1974. W tym czasie wyprodukowano około 3200 sztuk. Pomimo tego, że pojazd był produkowany przez firmę Savio, projekt samochodu pochodził z działu konstrukcyjnego Fiata. 
Charakteryzował się przede wszystkim kanciastą sylwetką i spartańskim wyposażeniem (nie było np. wskaźnika ilości paliwa, wycieraczka przedniej szyby była tylko po stronie kierującego). Wykorzystywał większość podzespołów z Fiata 600 (m.in. silnik i układ napędowy, kontrolki). Wyposażony był w silnik o pojemności 767 centymetrów sześciennych oraz hamulce bębnowe. Koła pochodziły z Fiata 1100. Gdy w 1969 wstrzymano produkcję Fiata 600 we Włoszech, importowano silniki pochodzące z Seatów 600E.
Samochód wyposażano w miękki dach oraz materiałowe drzwi, posiadające foliowe okna.

## Fiat 600 Jolly

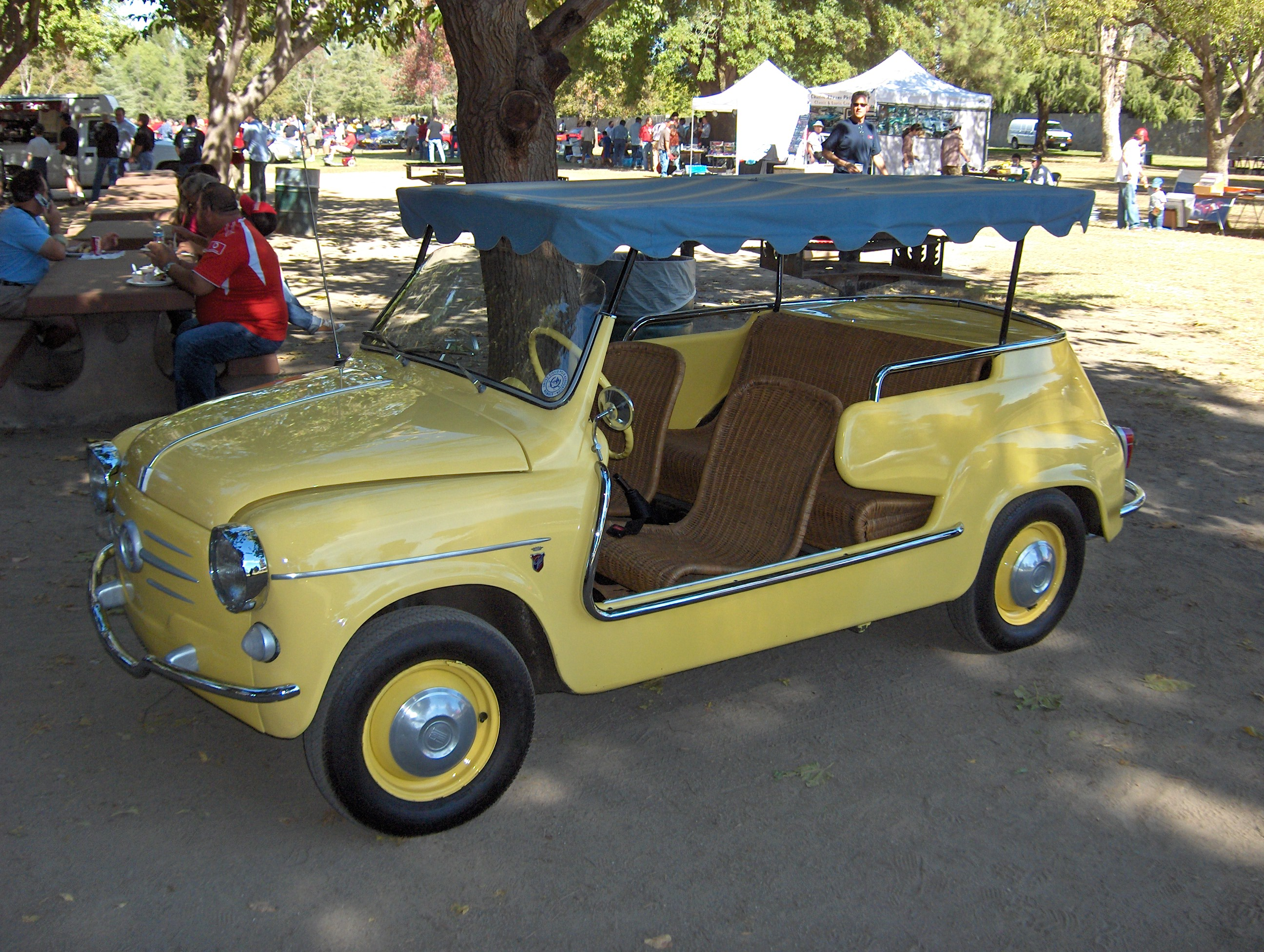
Fiat 600 "Jolly"

W roku 1958 Fiat dostarczył kilkanaście modeli 600 do pracowni stylistycznej Ghia, w celu przebudowy tych aut na kabriolety. Samochody te posiadały wiklinowe siedzenia, materiałowe dachy oraz inne zderzaki. Z powodu prawie dwukrotnie wyższej ceny, niż standardowa 600, powstała bardzo nikła liczba tych pojazdów.
W latach 1958-1962 na wyspie Catalina w USA 32 egzemplarze Jolly były użytkowane jako taksówki.

## Fiat 600 Multipla
Pierwsze modele Multipli pojawiły się w latach 50. Była to konstrukcja bazująca na jednym z najmniejszych z produkowanych ówcześnie samochodów, Fiacie 600, a według planów konstruktorów używana miała być jako taksówka. Podobnie do Fiata 600 napędzana była umieszczonym z tyłu, czterocylindrowym silnikiem, który napędzał tylne koła. Silnik miał pojemność 633 cm³ i osiągał moc 22 KM, co pozwalało rozpędzić mu się do maksymalnej prędkości 95 km/h. Średnie zużycie paliwa oscylowało wokół 7 l/100 km. Samochód miał nietypowy układ konstrukcyjny, z jednobryłowym nadwoziem, z siedzeniami przednimi nad przednią osią. Dostęp do środka zapewniała para przednich drzwi i para szerokich drzwi pośrodku. Wnętrze mieściło 6 osób na trzech rzędach siedzeń, jednak przy komplecie pasażerów nie było praktycznie miejsca na bagaż. Zamiast tylnych siedzeń mogło być miejsce na bagaż, a środkowe siedzenia składały się do płaskiej podłogi, umożliwiając transport dużych przedmiotów. W 1958 Fiat Multipla trafił do sprzedaży w Polsce i kosztował 80 tys. ówczesnych złotych. Na rynku amerykańskim kosztował ok. 1600 dolarów.

### Dane techniczne
| Wersja             | Silnik:                 | Układ zasilania:   | Średnica × skok tłoka: | St. sprężania:     | Moc maksymalna:                    | Maks. moment obrotowy       | 0-100 km/h:        | V-max:             |
| Silniki benzynowe: | Silniki benzynowe:      | Silniki benzynowe: | Silniki benzynowe:     | Silniki benzynowe: | Silniki benzynowe:                 | Silniki benzynowe:          | Silniki benzynowe: | Silniki benzynowe: |
| ------------------ | ----------------------- | ------------------ | ---------------------- | ------------------ | ---------------------------------- | --------------------------- | ------------------ | ------------------ |
| 600                | R4 0,6 l (633 cm³), OHV | gaźnik             | 60,00 mm x 56,00 mm    | 7,00:1             | 22 KM (16,4 kW) przy 4600 obr./min | 39,2 N•m przy 2800 obr./min | b/d                | 95 km/h            |
| 600 D              | R4 0,8 l (767 cm³), OHV | gaźnik             | 62,00 mm x 63,50 mm    | 7,50:1             | 29 KM (21,6 kW) przy 4800 obr./min | 49 N•m przy 3000 obr./min   | b/d                | 105 km/h           |

### Galeria

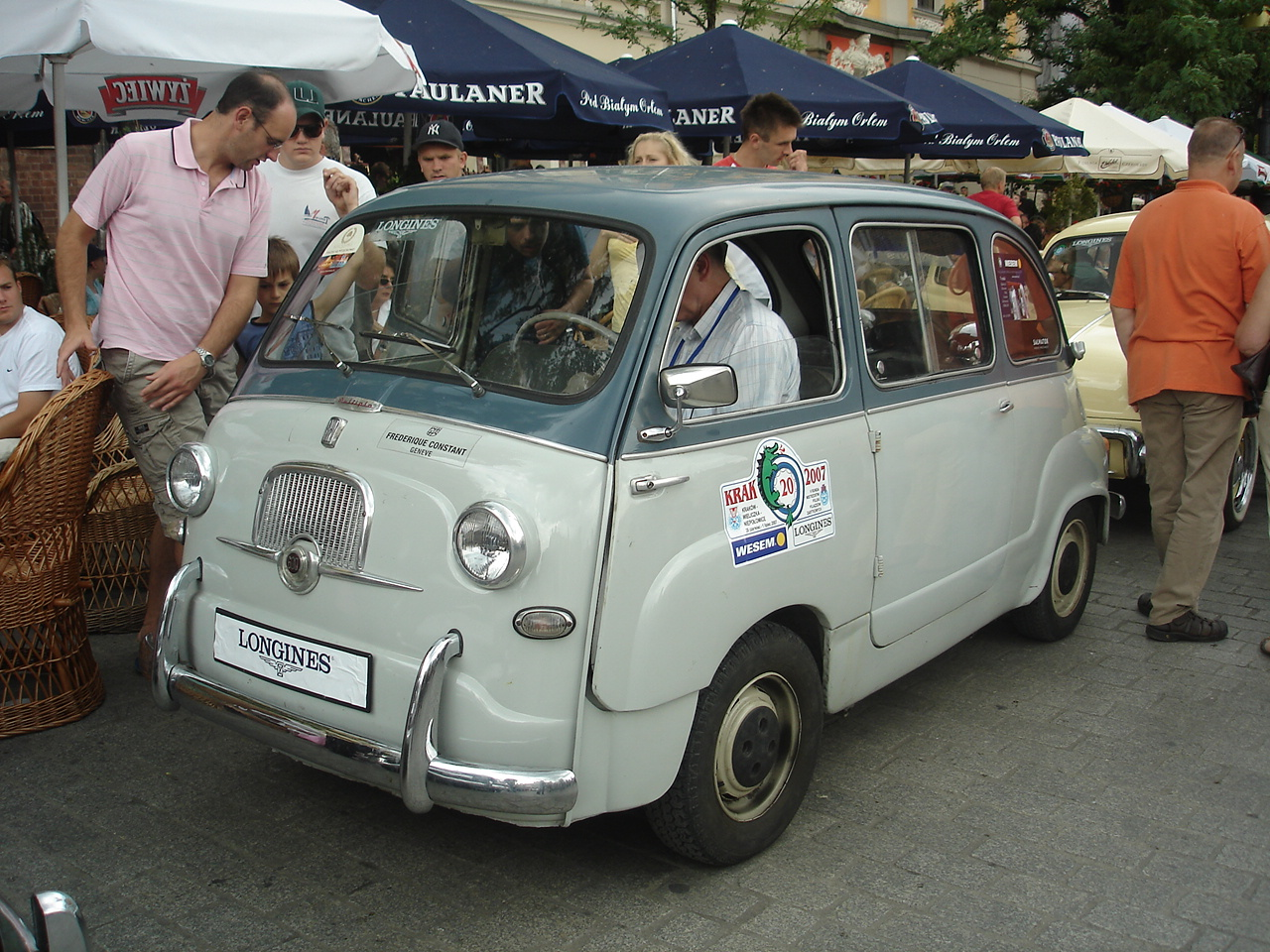
Fiat 600 Multipla
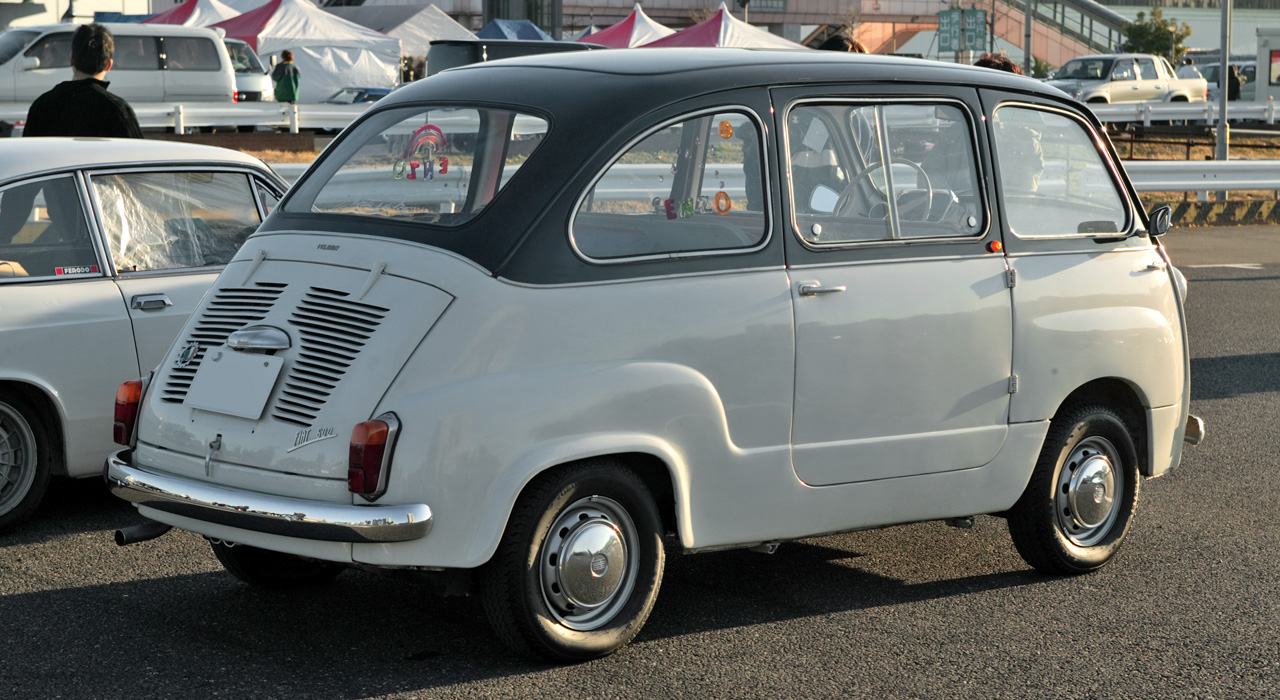
Fiat 600 Multipla
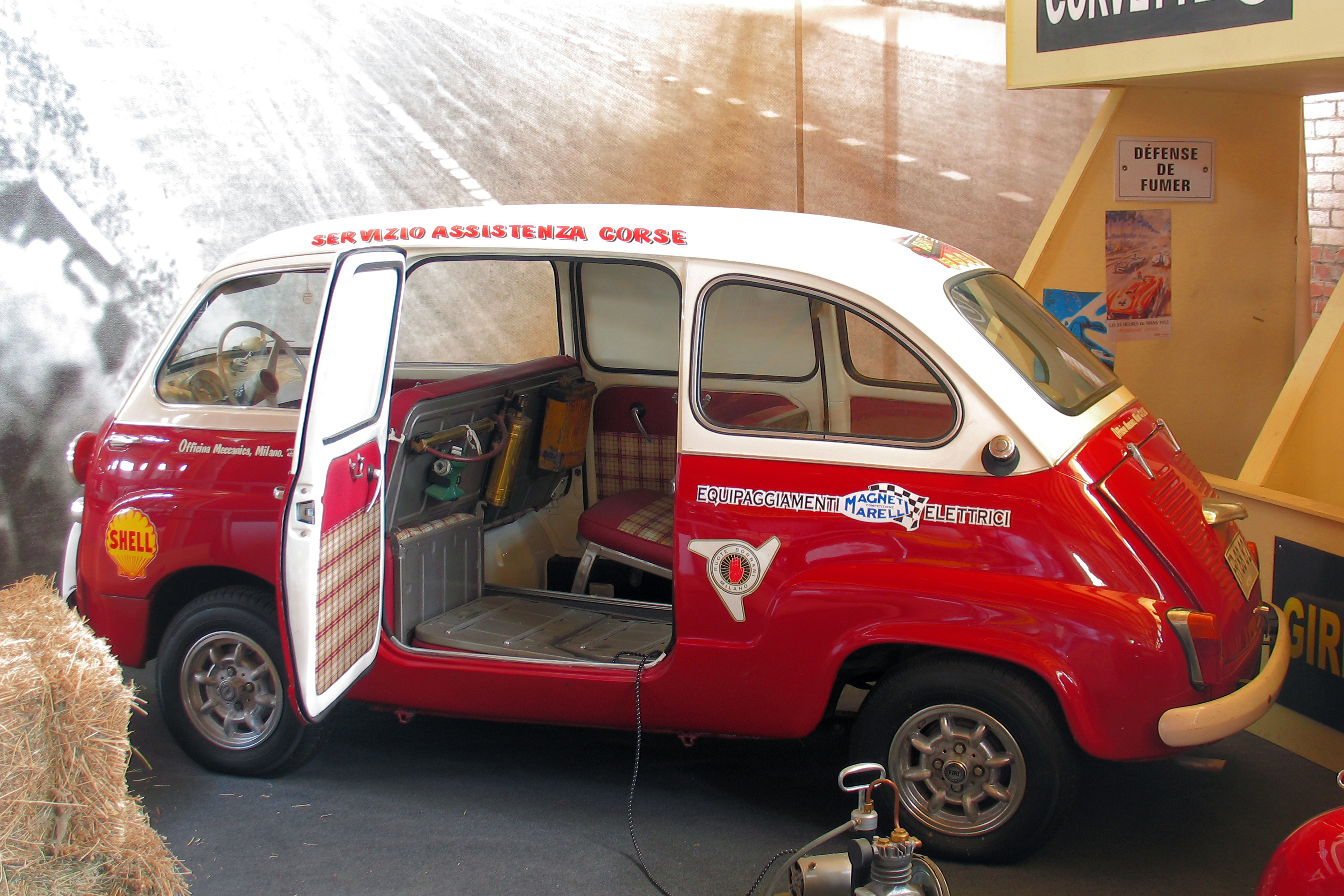
Fiat 600 Multipla